# Coleophora obscura
Coleophora obscura é uma espécie de mariposa do gênero Coleophora pertencente à família Coleophoridae.